# Gyniulus myakkensis
Gyniulus myakkensis är en mångfotingart som beskrevs av Loomis 1963. Gyniulus myakkensis ingår i släktet Gyniulus och familjen Parajulidae. Inga underarter finns listade i Catalogue of Life.